# Brachysomophis crocodilinus
Brachysomophis crocodilinus is een straalvinnige vissensoort uit de familie van slangalen (Ophichthidae). De wetenschappelijke naam van de soort is voor het eerst geldig gepubliceerd in 1833 door Bennett.